# Enjoy the Silence (EP Cluster)
Enjoy the Silence è il primo EP dei Cluster, pubblicato il 27 giugno 2008 dalla Sony BMG in seguito alla partecipazione del gruppo alla prima edizione di X Factor.

## Tracce
1. Enjoy the Silence
2. Don't You Worry 'Bout a Thing
3. Il pescatore
4. Let you go
5. Droplets
6. Smooth Criminal